# Dutch Reach

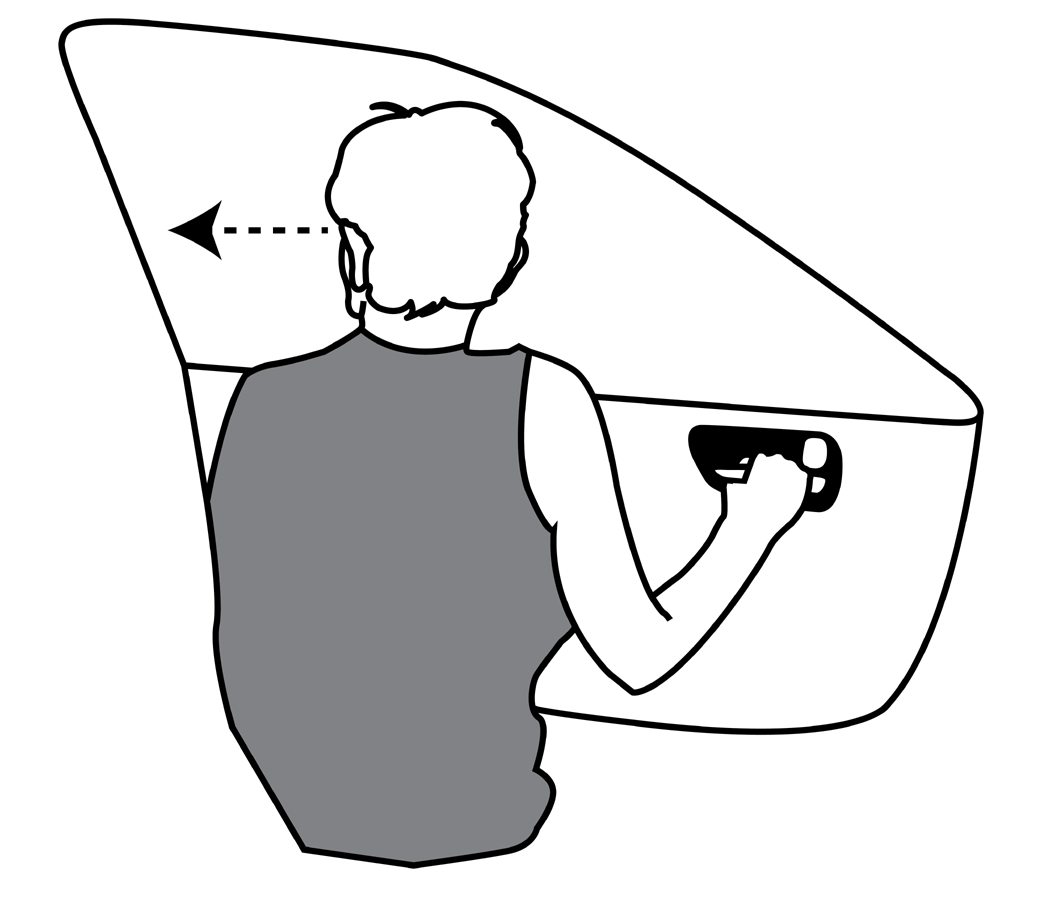
Der niederländische Griff oder Dutch Reach öffnet die Autotür mit der entfernteren Hand

Der Dutch Reach, auch niederländischer Griff, Holländer-Griff oder holländischer Griff, soll das Übersehen eines Radfahrers beim Öffnen der Tür eines geparkten Fahrzeugs verhindern. Dabei öffnet der Fahrer die Autotür mit der rechten Hand statt mit der näheren linken Hand. So dreht sich der Oberkörper des Fahrers automatisch nach links und ein eventuell vorbeifahrender Radfahrer gerät in seinen Blickwinkel (Schulterblick). Der Blick in den Rückspiegel bleibt zusätzlich nötig, damit auch schnelle Radfahrer gesehen werden können, die sich noch hinter dem Fahrzeug befinden.
Die sinngemäße Anwendung ist auch durch Personen auf dem Beifahrersitz bzw. hinten im Kfz sitzende Personen erforderlich.
Diese Methode soll Kollisionen von Radfahrern mit durch Kfz-Insassen geöffneten Türen von Fahrzeugen vermeiden (englisch „dooring“), zumal diese Kollisionen zur Verletzung / zur Tötung von Radfahrern führen können.
In den Niederlanden wird dieser Griff von einem großen Teil der Fahrlehrer unterrichtet; Kinder schauen sich den Griff von ihren Eltern ab. In Großbritannien, im US-Bundesstaat Massachusetts und im australischen Bundesstaat South Australia wird er in offizielle Empfehlungen zum Straßenverkehr aufgenommen.
Im „Verkehrssicherheitsprogramm der Bundesregierung 2021 bis 2030“ ist die Überprüfung vorgesehen, ob der „holländische Griff“ empfohlen werden soll.